# بشنو از نی (داستان کودک)
بشنو از نی نام کتابی از حسن تهرانی در حوزهٔ ادبیات کودک و نوجوان است. این کتاب تا سال ۱۳۹۶ به چاپ چهاردهم رسید.
این کتاب تا سال ۱۳۹۴، سیزده بار تجدید چاپ شده بود (در مجموع ۲۷۵ هزار نسخه) اما حسن تهرانی که ساکن آمریکاست، در مصاحبه با بی‌بی‌سی می‌گوید از مزایای مالی این تجدید چاپ‌ها محروم بوده است.